# خزباء قزمة
خزباء قزمة أو ذبابة الشعير (الاسم العلمي: Chlorops pumilionis)، نوع من الخزباء وفصيلة الخزبائيات. وهي آفة تصيب محاصيل الحبوب.

## الوصف
ذبابة صغيرة القد لونها إلى الصفرة المؤذرة بالأسمر. عيناها إلى الخضار اللامع. حلقتها الصدرية الثانية سوداء.

## التوزيع
الذبابة منتشرة في جنوب وشمال ووسط أوروبا وأمريكا الشمالية وأفريقيا واليابان.

## علم البيئة
تتسبب الخزباء القزمة بأضرار لثمانية عشر نوعًا من النباتات المزروعة والحبوب البرية، القمح، الشعير، شيلم مزروع، الشوفان، الإفليوم المرجي وشعير الرمال الزاحف.